# Tweede Jacob van Campenstraat 87-89
Het complex Tweede Jacob van Campenstraat 87-89 is een gebouw met veertig woningen aan de Tweede Jacob van Campenstraat in De Pijp te Amsterdam-Zuid. De officiële nummering is Tweede Jacob van Campenstraat 87-95.
De woningen zijn door Vereeniging Salerno gebouwd naar ontwerp uit januari 1872 van Jan Leliman in de Eclectische bouwstijl. Deze werd veelvuldig in De Pijp toegepast. Het bijzondere aan het complex is dat het zowel twee ingangen (nrs. 87-89) heeft aan de straatzijde van de Tweede Jacob van Campenstraat, als ook twee ingangen (nrs. 93-95), waar men normaal de achtergevel aantreft. Door deze rug-aan-rug bouw konden op een relatief klein oppervlak acht eenkamer- en tweeëndertig tweekamerwoningen worden gebouwd. In 1988 worden de woningen voor het eerst gerenoveerd, waarbij bijv. elke woning een badkamer krijgt in plaats van een toilet in de keuken of in het trappenhuis. In 2015 behoren de achteringangen niet meer tot het publieke domein, ze zijn afgesloten door middel van een hek met daaraan de brievenbussen.
Veel arbeiders vonden hier in 1873 relatief goedkoop onderdak. Er waren echter ook mensen die er niet blij mee waren. Aan de Stadhouderskade 85 was een aantal jaren hiervoor het zogenaamde Henriëttehofje (ook wel J. de Voshofje) gebouwd. De bewoners daarvan zagen hun uitzicht naar de landerijen ineens beperkt worden door dit woonblok.
Het complex was een van de laatste grote opdrachten voor de architect.